# Меглич, Юре
Юре Меглич (азерб. Yure Meqliç, словен. Jure Meglič; род. 18 августа 1984) — азербайджанский слаломист словенского происхождения, бронзовый призёр чемпионата мира 2010 года в соревнованиях байдарок-одиночек, трёхкратный чемпион Европы в командных соревнованиях байдарочников (2006, 2007, 2011), серебряный призёр первенства континента в соревнованиях байдарок-одиночек и бронзовый в командных соревнованиях (2010). С 2014 года выступает за сборную Азербайджана. Будет представлять Азербайджан на летних Олимпийских играх 2016 в Рио-де-Жанейро.